# Xenopotamia
Xenopotamia là một chi bướm đêm thuộc phân họ Olethreutinae, họ Tortricidae Tortricidae.

## Các loài
- Xenopotamia radians Diakonoff, 1983